# Gonia contumax
Gonia contumax là một loài ruồi trong họ Tachinidae.